# Ski de fond aux Jeux olympiques de 2014 – 10 kilomètres femmes
Navigation
Vancouver 2010 Pyeongchang 2018
L'épreuve féminine de 10 kilomètres de ski de fond des Jeux olympiques d'hiver de 2014 a lieu le 13 février 2014 au complexe de ski de fond et de biathlon Laura. La Polonaise Justyna Kowalczyk est championne olympique devant la Suédoise Charlotte Kalla et la Norvégienne Therese Johaug.
Elle est disputée en style classique.

## Médaillés
| Or                      | Argent                | Bronze               |
| Justyna Kowalczyk (POL) | Charlotte Kalla (SWE) | Therese Johaug (NOR) |

## Résultats
| Rang                                | Dossard | Nom                        | Nationalité        | Temps         | Retard         |
| ----------------------------------- | ------- | -------------------------- | ------------------ | ------------- | -------------- |
| Médaille d'or, Jeux olympiques      | 43      | Justyna Kowalczyk          | Pologne            | 28 min 17 s 8 | —              |
| Médaille d'argent, Jeux olympiques  | 40      | Charlotte Kalla            | Suède              | 28 min 36 s 2 | +18 s 4        |
| Médaille de bronze, Jeux olympiques | 46      | Therese Johaug             | Norvège            | 28 min 46 s 1 | +28 s 3        |
| 4                                   | 37      | Aino-Kaisa Saarinen        | Finlande           | 28 min 48 s 1 | +30 s 3        |
| 5                                   | 45      | Marit Bjørgen              | Norvège            | 28 min 51 s 2 | +33 s 4        |
| 6                                   | 31      | Stefanie Böhler            | Allemagne          | 29 min 04 s 3 | +46 s 5        |
| 7                                   | 20      | Natalia Joukova            | Russie             | 29 min 15 s 5 | +57 s 7        |
| 8                                   | 41      | Kerttu Niskanen            | Finlande           | 29 min 16 s 7 | +58 s 9        |
| 9                                   | 42      | Heidi Weng                 | Norvège            | 29 min 28 s 2 | +1 min 10 s 4  |
| 10                                  | 39      | Krista Lähteenmäki         | Finlande           | 29 min 36 s 0 | +1 min 18 s 2  |
| DSQ                                 | 38      | Yulia Tchekaleva           | Russie             | 29 min 36 s 1 | +1 min 18 s 3  |
| 12                                  | 23      | Emma Wikén                 | Suède              | 29 min 38 s 9 | +1 min 21 s 1  |
| 13                                  | 28      | Olga Kuziukova             | Russie             | 29 min 41 s 9 | +1 min 24 s 1  |
| 14                                  | 36      | Anne Kyllönen              | Finlande           | 29 min 52 s 8 | +1 min 35 s 0  |
| 15                                  | 35      | Masako Ishida              | Japon              | 29 min 55 s 7 | +1 min 37 s 9  |
| 16                                  | 30      | Sara Lindborg              | Suède              | 29 min 56 s 2 | +1 min 38 s 4  |
| DSQ                                 | 32      | Julia Ivanova              | Russie             | 29 min 59 s 4 | +1 min 41 s 6  |
| 18                                  | 26      | Sadie Bjornsen             | États-Unis         | 29 min 59 s 7 | +1 min 41 s 9  |
| 19                                  | 44      | Astrid Uhrenholdt Jacobsen | Norvège            | 30 min 01 s 6 | +1 min 43 s 8  |
| 20                                  | 24      | Anna Haag                  | Suède              | 30 min 04 s 5 | +1 min 46 s 7  |
| 21                                  | 34      | Eva Vrabcová-Nývltová      | République tchèque | 30 min 06 s 7 | +1 min 48 s 9  |
| 22                                  | 27      | Katerina Smutna            | Autriche           | 30 min 13 s 6 | +1 min 55 s 8  |
| 23                                  | 25      | Nicole Fessel              | Allemagne          | 30 min 27 s 0 | +2 min 09 s 2  |
| 24                                  | 21      | Valentina Shevchenko       | Ukraine            | 30 min 33 s 0 | +2 min 15 s 2  |
| 25                                  | 33      | Katrin Zeller              | Allemagne          | 30 min 38 s 5 | +2 min 20 s 7  |
| 26                                  | 53      | Kornelia Kubińska          | Pologne            | 30 min 43 s 5 | +2 min 25 s 7  |
| 27                                  | 19      | Célia Aymonier             | France             | 30 min 45 s 8 | +2 min 28 s 0  |
| 28                                  | 14      | Laura Orgué                | Espagne            | 30 min 48 s 0 | +2 min 30 s 2  |
| 29                                  | 29      | Aurore Jéan                | France             | 31 min 01 s 0 | +2 min 43 s 2  |
| 30                                  | 9       | Tetyana Antypenko          | Ukraine            | 31 min 06 s 9 | +2 min 49 s 1  |
| 31                                  | 22      | Marina Piller              | Italie             | 31 min 07 s 6 | +2 min 49 s 8  |
| 32                                  | 13      | Sophie Caldwell            | États-Unis         | 31 min 11 s 4 | +2 min 53 s 6  |
| 33                                  | 17      | Alenka Čebašek             | Slovénie           | 31 min 13 s 6 | +2 min 55 s 8  |
| 34                                  | 50      | Ida Sargent                | États-Unis         | 31 min 15 s 1 | +2 min 57 s 3  |
| 35                                  | 18      | Holly Brooks               | États-Unis         | 31 min 19 s 1 | +3 min 01 s 3  |
| 36                                  | 5       | Elena Kolomina             | Kazakhstan         | 31 min 20 s 1 | +3 min 02 s 3  |
| 37                                  | 1       | Li Hongxue                 | Chine              | 31 min 20 s 7 | +3 min 02 s 9  |
| 38                                  | 8       | Nathalie Schwarz           | Autriche           | 31 min 23 s 2 | +3 min 05 s 4  |
| 39                                  | 11      | Paulina Maciuszek          | Pologne            | 31 min 25 s 8 | +3 min 08 s 0  |
| 40                                  | 16      | Elisa Brocard              | Italie             | 31 min 28 s 0 | +3 min 10 s 2  |
| 41                                  | 15      | Barbara Jezeršek           | Slovénie           | 31 min 40 s 0 | +3 min 22 s 2  |
| 42                                  | 54      | Brittany Webster           | Canada             | 31 min 41 s 0 | +3 min 23 s 2  |
| 43                                  | 12      | Alena Sannikova            | Biélorussie        | 31 min 42 s 2 | +3 min 24 s 4  |
| 44                                  | 49      | Daria Gaiazova             | Canada             | 31 min 47 s 0 | +3 min 29 s 2  |
| 45                                  | 58      | Triin Ojaste               | Estonie            | 31 min 54 s 3 | +3 min 36 s 5  |
| 46                                  | 69      | Anastassiya Slonova        | Kazakhstan         | 31 min 56 s 6 | +3 min 38 s 8  |
| 47                                  | 4       | Veronika Mayerhofer        | Autriche           | 31 min 59 s 6 | +3 min 41 s 8  |
| 48                                  | 48      | Klara Moravcová            | République tchèque | 32 min 00 s 6 | +3 min 42 s 8  |
| 49                                  | 47      | Kateryna Grygorenko        | Ukraine            | 32 min 03 s 5 | +3 min 45 s 7  |
| 50                                  | 3       | Alena Procházková          | Slovaquie          | 32 min 08 s 4 | +3 min 50 s 6  |
| 51                                  | 52      | Lee Chae-Won               | Corée du Sud       | 32 min 16 s 9 | +3 min 59 s 1  |
| 52                                  | 2       | Tatyana Ossipova           | Kazakhstan         | 32 min 20 s 1 | +4 min 02 s 3  |
| 53                                  | 55      | Man Dandan                 | Chine              | 32 min 25 s 1 | +4 min 07 s 3  |
| 54                                  | 61      | Katja Višnar               | Slovénie           | 32 min 47 s 0 | +4 min 29 s 2  |
| 55                                  | 6       | Amanda Ammar               | Canada             | 32 min 48 s 8 | +4 min 31 s 0  |
| 56                                  | 59      | Kelime Çetinkaya           | Turquie            | 32 min 58 s 0 | +4 min 40 s 2  |
| 57                                  | 51      | Heidi Widmer               | Canada             | 33 min 01 s 9 | +4 min 44 s 1  |
| 58                                  | 10      | Marina Lisogor             | Ukraine            | 33 min 35 s 4 | +5 min 17 s 6  |
| 59                                  | 56      | Vedrana Malec              | Croatie            | 33 min 42 s 3 | +5 min 24 s 5  |
| 60                                  | 7       | Nika Razinger              | Slovénie           | 33 min 54 s 1 | +5 min 36 s 3  |
| 61                                  | 68      | Esther Bottomley           | Australie          | 34 min 30 s 1 | +6 min 12 s 3  |
| 62                                  | 62      | Timea Sara                 | Roumanie           | 34 min 48 s 2 | +6 min 30 s 4  |
| 63                                  | 60      | Aimee Watson               | Australie          | 34 min 56 s 0 | +6 min 38 s 2  |
| 64                                  | 70      | Katya Galstyan             | Arménie            | 35 min 26 s 4 | +7 min 08 s 6  |
| 65                                  | 66      | Inga Daushkane             | Lettonie           | 36 min 13 s 1 | +7 min 55 s 3  |
| 66                                  | 57      | Rosamund Musgrave          | Grande-Bretagne    | 36 min 18 s 5 | +8 min 00 s 7  |
| 67                                  | 64      | Ingrida Musteikienė        | Lituanie           | 36 min 52 s 1 | +8 min 34 s 3  |
| 68                                  | 67      | Mathilde-Amivi Petitjean   | Togo               | 37 min 26 s 7 | +9 min 08 s 9  |
| 69                                  | 71      | Agnes Simon                | Hongrie            | 38 min 36 s 7 | +10 min 18 s 9 |
| 70                                  | 74      | Otgontsetseg Chinbat       | Mongolie           | 38 min 43 s 1 | +10 min 25 s 3 |
| 71                                  | 73      | Alexandra Camenscic        | Moldavie           | 39 min 52 s 6 | +11 min 34 s 8 |
| 72                                  | 63      | Tanja Karišik              | Bosnie-Herzégovine | 41 min 34 s 6 | +13 min 16 s 8 |
| 73                                  | 65      | Farzaneh Rezasoltani       | Iran               | 42 min 31 s 3 | +14 min 13 s 5 |
| 74                                  | 75      | Marija Kolaroska           | Macédoine          | 44 min 46 s 0 | +16 min 28 s 2 |
| 75                                  | 72      | Ivana Kovačević            | Serbie             | 45 min 21 s 3 | +17 min 03 s 5 |
|                                     | 76      | Angelica di Silvestri      | Dominique          | DNS           |                |